# Crogny
Cet article possède un paronyme, voir Crugny.
 (novembre 2013).
Crogny est un domaine et un château sur la commune de Les Loges-Margueron, dans le département français de l'Aube.

## Histoire

### Avant laRévolution
Appelée à l’origine le Champ de l’Orme, puis le Petit Mérobert, cette seigneurie était la propriété dès 1504 de Jean le Festuot. L’un de ses deux enfants, Jean de Festuot, était seigneur du Petit Mérobert en 1608. La fille aînée de ce dernier épousa Jacques Crosnier ou de Crosnier (d’où le nom de Crogny), élu en l’élection de Bar-sur-Seine, écuyer, et conseiller du roi. C'était alors un domaine regroupant bois, moulin, château et une verrerie.
Le domaine de Crogny passa alors entre diverses mains : César Charles Douynet d’Autrey, le vend en 1738 à Marguerite Parizot qui le vend à son tour à Martin Paynot, laboureur. Jean Barbuat de Maison-Rouge s’en rend acquéreur en 1766 et le revend en 1779 à Louis Marie, duc d’Aumont, seigneur d’Isle (Isle-Aumont près de Troyes).

### L'époque Dûchatel
Le 21 juin 1793, les époux Dûchatel-Berthelin achetèrent une vaste partie du domaine en forêt d’Isle appartenant à Louis-Marie Guy d’Aumont résidant à Guiscard, près Noyon (dans l’Oise). Celui-ci était lieutenant général des armées de la République et franc-maçon de la loge Le contrat social (une loge maçonnique était une structure locale regroupant typiquement quelques dizaines de francs-maçons). Cet achat représentant une surface totale de 5 500 arpents (2 321 ha) leur coûte 1,4 million de francs et se décompose ainsi : 	
- 3 218 arpents de bois dans la forêt d’Aumont (soit 1 358 ha)
- le domaine de Palluau (le grand Palluau appartenant à la Caisse d’Epargne fait aujourd’hui 292 ha
- le domaine de la Courtançon
- le domaine de Crogny.

Cette propriété comprenait une maison bourgeoise, six étangs, quatre fermes, un moulin à grain, et un moulin à tan.
Jacques J.B. Dûchatel, né à Reims en 1757, était écuyer, conseiller secrétaire du roi au parlement de Provence. Il fut député de l’Aube au Conseil des Cinq-Cents (ex-assemblée législative) de 1795 à 1799, et membre de l’Assemblée législative pendant les Cent-Jours (1er mars au 18 juin 1815). En 1803, c’était le négociant le plus imposé de Troyes, payant 12 300 francs de contribution.
Cet homme fut à l’origine de la construction du château de Crogny en 1815 pour la somme de 127 777 francs. Des Russes, des Bavarois, des Anglais et des prisonniers de toutes les nations même jusqu’à des baskirs habitant au bas de la Grande Muraille de Chine y ont été employés.
C’est en 1810 que fut planté le sophora japonica entre le château et le réfectoire actuel. Ce serait le deuxième plus vieux de France après celui du Jardin des plantes de Paris[réf. nécessaire].

### De 1823 à 1925
Crogny changea encore de propriétaire pour appartenir vers 1823 à Albert Louis Jacques de Calonne, marquis de Courte Bourne (du Pas-de-Calais semble-t-il). C’est à cette époque que fut installée une verrerie à bouteilles, composée d'un four à huit pats, et des halles et magasins nécessaires à l'exploitation, autorisée par ordonnance du roi Louis XVIII du 30 juillet 1823. 
Dans le document Voyage du roi dans les départements de l'est et au camp de manœuvres de Lunéville de septembre 1828, on peut lire : « MM Raux et Royer, entrepreneurs de la verrerie de Crogny, ont exposé des bouteilles et bocaux de leur verrerie très bien réussis ».
Cette verrerie a fonctionné jusqu’en 1858. L'Aube comptait alors quatre verreries, Crogny étant la seule pour les bouteilles. Ses ruines sont encore visibles derrière l’atelier de l’actuel lycée forestier.
En 1836, Joseph Moreau, marchand de bois à Paris, acheta l’important domaine de Crogny qui faisait vivre une grande partie de la population des Loges Margueron, dont il devint maire et commandant de la Garde nationale (milice de citoyens formée dans chaque ville). C’était le contribuable le plus imposé du canton. Sa popularité était telle que lors des réélections, aucun candidat ne s’était présenté contre lui. Les autorités, reconnaissant ses éminents services, l’avaient élevé à la dignité de chevalier de la Légion d'honneur en 1853, puis d’officier en 1854. Il fut également conseiller général en 1854.
Moreau se livra à l’exploitation intensive de la forêt en donnant du travail aux habitants de la commune qui étaient employés comme bûcherons, charbonniers ou ouvriers d’entretien du domaine. Il faisait aussi venir des bûcherons de la Nièvre qui logeaient l’hiver dans des cabanes dans les bois et repartaient chez eux au printemps. Il créa des routes forestières pour faciliter le débardage des grumes, effectué par des ouvriers venus du Morvan, avec des bœufs, plus robustes que les chevaux pour ce genre de travail.
En 1861, il racheta le Grand Palluau au comte de Bourbon-Busset, propriétaire d’une partie de l’ancien domaine de Duchâtel.
Au décès de Joseph Moreau, la propriété échut à ses héritiers Félix et André Ouvré, sénateur et député de Seine-et-Marne, qui continuèrent l’exploitation de la forêt par l’intermédiaire du régisseur Deviras, construisant en 1875, une ligne forestière dite ligne Félix Ouvré, reliant le carrefour du Guidon aux Vendues l’Evêque. 
Dans une Revue des eaux et forêts de 1892, on peut lire que « Jusqu'en 1875, sur la propriété de Crogny, un attelage de six bœufs avait peine à débarder une corde (4 stères) de bois dans sa journée. La propriété de Crogny, sous le rapport de la facilité des transports et de la surveillance, peut maintenant être citée comme un modèle ».
Le domaine de Crogny, confié à la régie de M. Jannès, possède à partir de 1884 un élevage de truite des lacs en étang. En 188, 3 000 œufs sont en incubation, et Jannès en attend de 12 à 25 000.
C’est aussi Félix Ouvré qui en 1890, se lança dans la commercialisation d’une eau de table, provenant d’une source sise sur le versant sud de la vallée de l’Armance, territoire de la commune de Metz-Robert. Cette eau, mise en bouteilles sous la direction de M Henri Jannès, intendant du château, était acheminée vers la gare de Jeugny pour être vendue ensuite dans les grands hôtels de la capitale. L’exploitation cessa vers 1910.
Le domaine de Crogny fut repris en 1925 après le décès de Félix Ouvré par une Société civile d’exploitation forestière de Crogny. 
En 1928, il se décomposait ainsi : 
- château, vieux parc et dépendances, fermes, terres, prés, fruitiers et divers : 221,13 ha
- Grand Palluau : 1 149,12 ha
- Petit Palluau : 426,42 ha
- Grand Aumont : 263,71 ha
- Petit Aumont : 246,86 ha
- Crogny : 236,72 ha
- Étangs et carpières de la forêt : 29,25 ha

Ce qui faisait un total de 2 573,21 ha. Il fut partagé par la suite entre plusieurs propriétaires.

### En 1944
Vers le 20 août 1944, le commandant maquisard Montcalm, venant de la région de Mussy-Grancey (sur la route de Châtillon-sur-Seine), voulant se rapprocher de Troyes en vue de la libération de cette ville, installe son P.C. au château de Crogny. Ces maquisards appartenaient aux FFI. C’est à Crogny que seront passés par les armes, en représailles du massacre de Buchères par les S.S., le général Edgar Arndt (commandant de la 708e Division d’infanterie basée à Bordeaux appartenant à la 1re armée de Rommel), le capitaine W Shöps et le lieutenant A Jordan, capturés le 23 août 1944 sur la route de Chennegy (Pays d'Othe) et revenant du front de l’ouest.
Le 25 août 1944, une colonne américaine passe à Chaource et après avoir pris contact avec les FFI stationnées à Crogny, se dirige vers Bar-sur-Seine et les Riceys.

## La formation forestière à Crogny

### À l’origine
En 1960, le château de Crogny et son parc (pour une surface totale d’un peu plus de 20 ha) furent rachetés par l’État et après transformations, convertis en une école de sylviculture, ouvrant en septembre 1963. Cette école était destinée à former une cinquantaine de gardes forestiers devenus agents techniques de l’Administration des Eaux et Forêts par an en deux ans, vêtus de l’uniforme vert dès leur formation. Il s’agissait en fait de délocaliser la formation des gardes forestiers initialement installée dans le Loiret. Le premier directeur de cette école de sylviculture fut M. Degos. 
Cette école disposait déjà d’une forêt attenante de 135 ha appartenant à la région et gérée par l’ONF pour l’exercice des travaux pratiques. Cette école a été perçue comme un apport intéressant par la commune, mais il s’est vite avéré que les deux structures vivaient côte à côte sans guère se fréquenter. À cette époque, le village, comptant encore quelques bûcherons et charbonniers, était encore peuplé de 250 habitants et disposait d’un certain nombre de services : 
- une école de deux classes (40 élèves)
- un bureau de poste à temps plein avec un facteur
- deux services de cars quotidiens avec Troyes
- La ligne SNCF Troyes-St Florentin s’arrêtant à la gare de Jeugny (8 km) était encore active et quelques commerces subsistaient :
- un café restaurant
- une épicerie
- une cidrerie

alors que quelques années auparavant, pour un peu plus de 300 habitants, on recensait : 
- trois aubergistes
- quatre épiciers
- cinq exploitants forestiers
- un entrepreneur de battage
- un maréchal-ferrant
- un marchand de tissu
- un fabricant de tuiles

et en plus des scieries mobiles installées occasionnellement en forêt, une scierie fixe était installée à Jeugny et des attelages y transportaient des grumes des Loges Margueron à raison d’un voyage par jour.

### Évolution (jusqu’en 1990)
L’école de Crogny devient Établissement d’Enseignement Agricole Spécialisé en 1966 (directement rattaché au ministère de l’agriculture). L’enseignement forestier a dû trouver sa place dans l’enseignement agricole. Terminées donc les formations « Maison », mais grand privilège, l’établissement étant le seul à l’époque, à dispenser cette formation, la Direction de l’Enseignement du Ministère, lui laisse une large part d’initiatives dans la construction du programme. En 1968, intervient une réorganisation de ces formations agricoles avec la naissance du Brevet d’Études Professionnelles Agricoles (BEPA) en deux ans après la classe de 3e. Le BEPA « Sylviculture et Travaux Forestiers » cousu main, à destination de l’ONF, est mis en place à Crogny en 1971.
Mais dans les années 1980, la conjugaison d’ouvertures anarchiques de telles sections BEPA (1 en 1970 contre 30 en 1990) et de la diminution du recrutement de l’ONF a provoqué une grave crise à Crogny. Il fut décidé que Crogny devait continuer mais se diversifier. Ainsi, en 1986, fut créé le Brevet de technicien agricole (BTA) « Productions Forestières et Commercialisation des bois. En 1988/89 fut créé le Centre de Formations Forestières pour Adultes (CFPPA). alors installé dans le « chalet », non loin de la route de Troyes, et offrant des formations débouchant sur l’ensemble de la filière forêt-bois. Les programmes du BEPA ont été rénovés en 1990.
Cette décision de réorientation de Crogny allait de pair avec celle de construire de nouveaux bâtiments. Les travaux financés par le Conseil régional s’étalèrent de 1987 à 1989 pour donner près de 5 000 m2 de surfaces construites (enseignement, chambres individuelles, cantine).
Lors de la tempête de décembre 1999, un très gros févier tomba sur le chalet et il fut décidé de construire de nouveaux bâtiments à côté de l’internat du lycée. Ces bâtiments furent inaugurés en juin 2001 et outre le CFPPA, ils abritaient les formations BTS du lycée.
À la suite de directives ministérielles, l’Établissement Public Local (EPL) de Crogny (lycée + CFPPA) fusionna avec l’EPL de St Pouange (près de Troyes), dispensant des formations agricoles et viticoles (à Bar-sur-Seine) en juin 2009, pour former l’EPL de l’Aube dont le siège administratif est à Crogny. Il n’y a plus ainsi qu’un seul proviseur commun au nouvel EPL et un proviseur adjoint dans chaque ancien EPL